# دانشگاه سنت لوئیس
دانشگاه سنت لوئیس (به انگلیسی: St. Louis University) یک دانشگاه تحقیقاتی خصوصی در سنت‌لوئیس واقع در ایالت میزوری آمریکا است که در سال ۱۸۱۸ میلادی بنیان‌نهاده شده‌است.

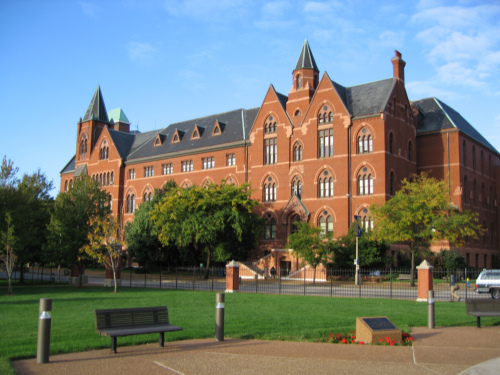
نمایی از ساختمان اداری «دوبورگ»

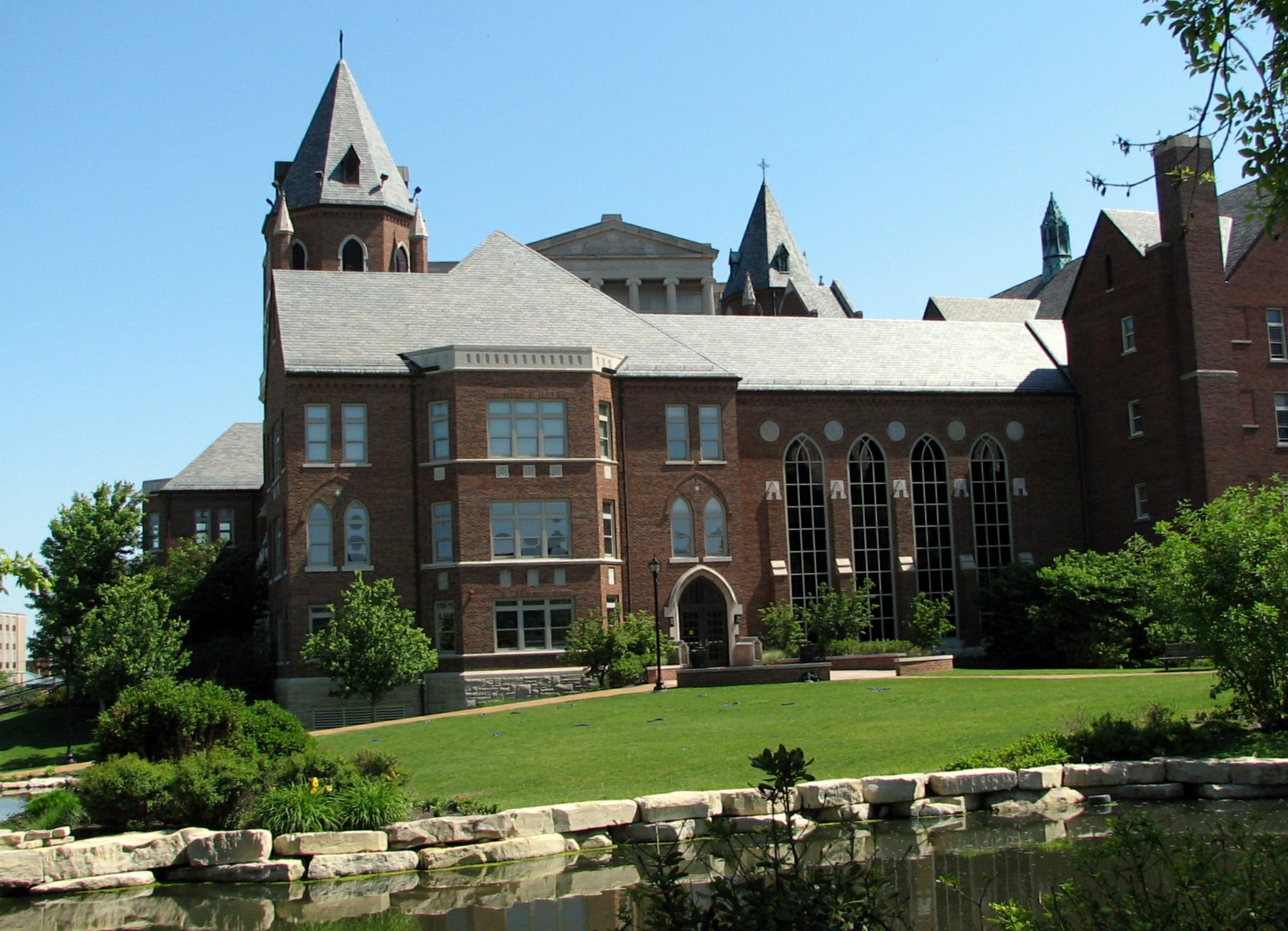
دانشکده کسب‌وکار «جان کوک»